# Andrés Horacio Ibarra
Andrés Horacio Ibarra (Buenos Aires; 17 de marzo de 1957) es un economista y político argentino, perteneciente a Propuesta Republicana (PRO). 
Ocupó el cargo de Ministro de Modernización de la Argentina, designado por Mauricio Macri, entre 2015 y 2018. Luego de la reorganización ministerial de 2018 pasó a desempeñarse como vicejefe de gabinete de ministros de la Argentina y secretario de gobierno de modernización hasta el fin del mandato de Macri el 10 de diciembre de 2019. Previamente, había ocupado el mismo cargo a nivel local en la Ciudad Autónoma de Buenos Aires también bajo la gestión de Macri.

## Biografía
Nació en Buenos Aires. Hizo sus estudios secundarios en el Liceo Militar General San Martín y es economista egresado de la Universidad Católica Argentina, donde también fue docente. Realizó diversos estudios de especialización, entre los que se destaca el posgrado Executive Program in Strategy and Organization de la universidad de Stanford, EE. UU. Es coautor del libro Pasión y Gestión.
Trabajó en diversas empresas del Grupo Macri, alcanzando diversos cargos ejecutivos. Trabajó tanto con Mauricio, como con su padre Franco Macri. Llegó al grupo económico cuando tenía 22 como analista de proyectos, luego gerente de control de gestión de la constructora Sideco S.A., luego en 1993 director financiero y comercial en el consorcio Autopistas del Sol, donde consiguió financiación por 380 millones de dólares estadounidenses para la construcción de la Autopista Acceso Norte y ampliación de la ruta Panamericana. En 1997 se convirtió en director comercial y de marketing de Correo Argentino, luego de su privatización al Grupo Macri.
En enero de 2004, bajo la presidencia de Macri en Boca Juniors, fue designado Gerente General de la comisión directiva. Luego se convirtió en gerente de marketing, siendo el encargado de las negociaciones entre el club y sus patrocinadores.
Con la llegada de Macri a la Jefatura de Gobierno de la Ciudad en 2007, fue nombrado Subsecretario de Gestión Económico Financiera y Administración de Recursos en el Ministerio de Hacienda y luego como segundo en la Secretaría de Educación. En junio de 2010 fue puesto al frente de la Secretaría de Recursos Humanos del Ministerio de Hacienda, y en diciembre de 2011 asumió como ministro de Modernización, un ministerio creado ese año para «diseñar, proponer y coordinar las políticas de transformación y modernización del Estado en las distintas áreas de gobierno, y su correspondiente reglamentación».
En 2013, con vistas a las elecciones legislativas de ese año, Macri lo designó como parte del comité de la campaña de Propuesta Republicana.

### Ministro de Modernización
Luego de las elecciones presidenciales de 2015, Macri lo designó para ser titular del nuevo ministerio de Modernización de la Argentina, asumiendo en el cargo el 10 de diciembre de 2015. Las competencias del nuevo ministerio eran las de asistir al presidente y al jefe de Gabinete de Ministros en todo lo inherente al empleo público, a la innovación de gestión y al régimen de compras.
Desde su designación en el cargo, el cual tenía como función supervisar los despidos y contrataciones de empleados públicos, se llevó a cabo un plan para despedir a 20.000 trabajadores.A pesar de esto, el ministerio contaba con una estructura de decenas de cargos "gerenciales", y estaba conformado por 4 secretarías, 9 subsecretarías y 69 direcciones.Además, durante el funcionamiento del ministerio, se generó un crecimiento sin precedentes desde el retorno de la democracia de funcionarios políticos con rangos de ministros, secretarios y subsecretarios. Las secretarías de Estado pasaron de 71 el 10 de diciembre de 2015 a 88 al 31 de marzo. En el primer año de funcionamiento hubo un crecimiento de alrededor del 23% en designaciones políticas en el Estado y la creación vía decretos de 80 nuevas direcciones nacionales y 240 nuevos cargos de directores y coordinadores.
En 2016, se implementó el sistema de Gestión Documental Electrónica (GDE), el cual reemplazó el uso de papel en los documentos de la administración pública.
Finalmente, en septiembre de 2018, en el marco de una reorganización ministerial que redujo la cantidad de ministerios y sus dependencias, se transformó al Ministerio de Modernización en secretaría de gobierno, y fue nombrado vicejefe de Gabinete de Ministros, cargo que ocuparía hasta el final del gobierno de Macri.
Tras su paso por la gestión pública, creó la Fundación País Abierto y Digital (PAD), organización que impulsa la transparencia y la digitalización de la administración pública. En 2024, PAD consiguió que la Unión Europea financie un proyecto para digitalizar servicios de 30 municipios de Argentina.Un año después, la fundación ganó un concurso para modernizar los servicios de la isla de Príncipe, una de las dos provincias de Santo Tomé y Príncipe.
En 2023 se postuló como candidato a presidente del Club Atlético Boca Juniors, apoyado por Macri. Finalmente perdería la elección ante el entonces vicepresidente del club, Juan Román Riquelme.

## Controversias
El 2 de diciembre de 2016, en el medio de un debate en el Congreso de la Nación por un proyecto de voto electrónico, fue denunciado por supuestos delitos derivados de la compra por adelantado de máquinas para su implementación, realizada tras un supuesto acuerdo con Corea del Sur. En 2017, fue sobreseído tras comprobarse que no se realizó ninguna compra ni promesa.
La designación de su esposa en el directorio de Radio y Televisión Argentina durante su gestión en el Ministerio de Modernización despertó críticas de la oposición.

## Vida privada
Está casado y tiene cuatro hijos, tres de un primer matrimonio.